# Muzeum Wielkiej Wojny Ojczyźnianej w Moskwie
Centralne muzeum Wielkiej Wojny Ojczyźnianej 1941–1945 (ros. Центральный музей Великой Отечественной войны 1941–1945 гг.) – muzeum wojskowe poświęcone pamięci Wielkiej Wojny Ojczyźnianej, mieszczące się w moskiewskim Parku Zwycięstwa.

## Historia

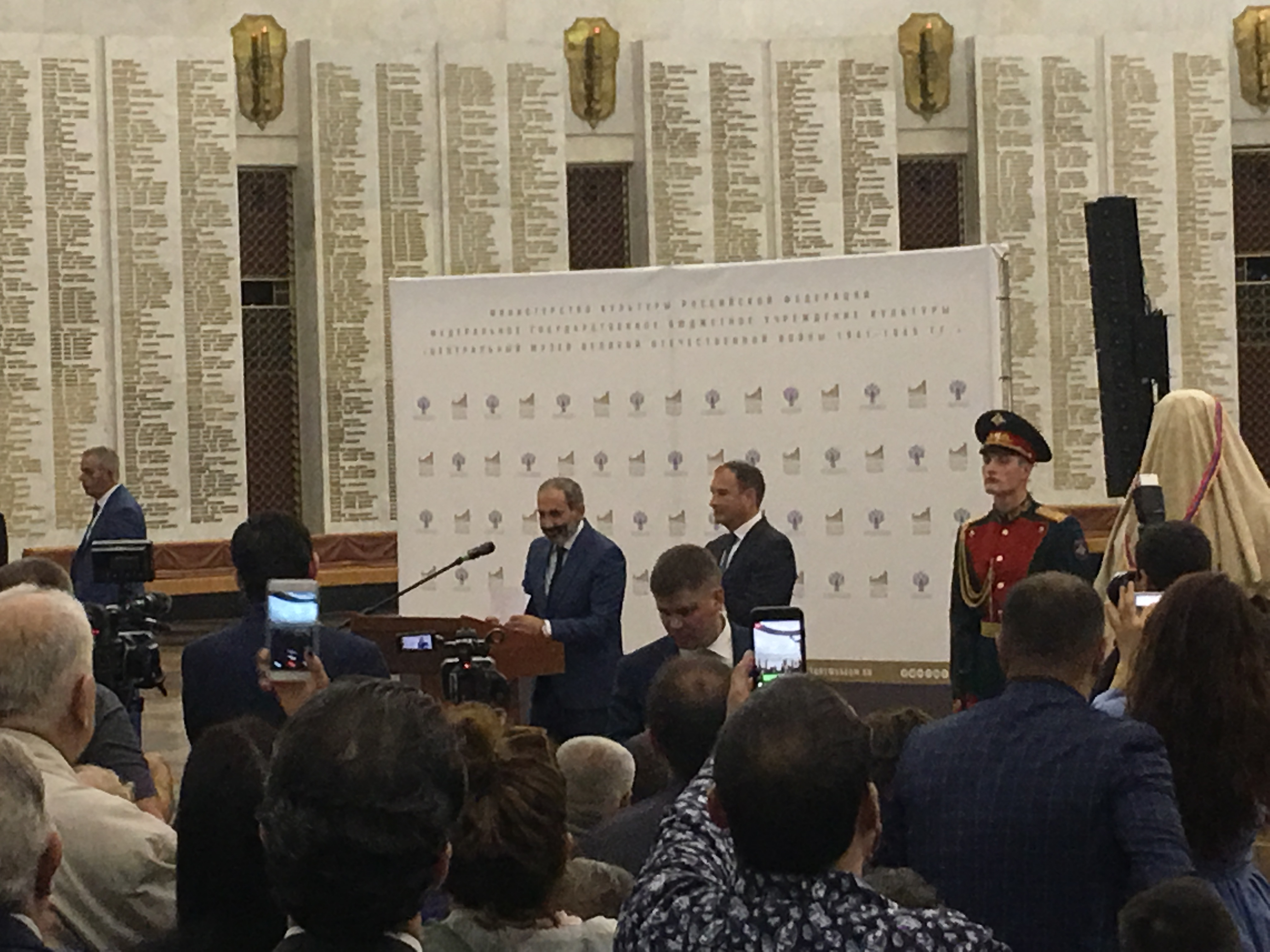
Premier Armenii Nikol Paszinian podczas swojej wizyty w muzeum (2018)

Muzeum jest kompleksem upamiętniającym udział w wielkiej wojnie ojczyźnianej oraz pamięć o bohaterstwie i męstwie. Na ekspozycji znajdują się wystawy czasowe i stałe poświęcone ludziom, uzbrojeniu, znajduje się tu także Sala Sławy z wymienionymi Bohaterami Związku Radzieckiego i Federacji Rosyjskiej. Prezentowany jest tu też sprzęt wojskowy i dioramy najważniejszych bitew jak np. zdobycie Berlina.
Od 2017 dyrektorem muzeum Aleksandr Szkolnik.